# Westerheim
Westerheim är en Gemeinde i Alb-Donau-Kreis i det tyska förbundslandet Baden-Württemberg. Orten, som för första gången nämns i ett dokument från år 861, har cirka 3 100 invånare, på en yta av 22,93 kvadratkilometer..
Kommunen ingår i kommunalförbundet Laichinger Alb tillsammans med staden Laichingen och kommunerna Heroldstatt, Merklingen och Nellingen.

## Befolkningsutveckling
| Befolkningsutvecklingen i Westerheim 1975–2015 | Befolkningsutvecklingen i Westerheim 1975–2015 | Befolkningsutvecklingen i Westerheim 1975–2015 | Befolkningsutvecklingen i Westerheim 1975–2015 | Befolkningsutvecklingen i Westerheim 1975–2015 |
| ---------------------------------------------- | ---------------------------------------------- | ---------------------------------------------- | ---------------------------------------------- | ---------------------------------------------- |
|                                                |                                                |                                                |                                                |                                                |
| År                                             |                                                |                                                | Folkmängd                                      | Areal (ha)                                     |
| 1975                                           | 1975                                           |                                                | 2 077                                          | 2 293                                          |
| 1980                                           | 1980                                           |                                                | 2 219                                          |                                                |
| 1985                                           | 1985                                           |                                                | 2 294                                          |                                                |
| 1990                                           | 1990                                           |                                                | 2 504                                          |                                                |
| 1995                                           | 1995                                           |                                                | 2 644                                          |                                                |
| 2000                                           | 2000                                           |                                                | 2 751                                          |                                                |
| 2005                                           | 2005                                           |                                                | 2 848                                          |                                                |
| 2010                                           | 2010                                           |                                                | 2 864                                          |                                                |
| 2015                                           | 2015                                           |                                                | 2 936                                          |                                                |
|                                                |                                                |                                                |                                                |                                                |